# Syneuodynerus siamesicus
Syneuodynerus siamesicus  (лат.) — вид одиночных ос (Eumeninae).

## Распространение
Южная Азия: Таиланд.

## Описание
Длина осы 9 мм. Окраска чёрная с жёлтыми пятнами и перевязями. По некоторым признакам напоминает одиночных ос вида Syneuodynerus egregius и Syneuodynerus siegberti. Взрослые самки охотятся на личинок насекомых для откладывания в них яиц и в которых в будущим появится личинка осы.